# Alice Maria Arzuffi
Alice Maria Arzuffi, née le 19 novembre 1994 à Seregno, est une coureuse cycliste italienne. Elle pratique le cyclo-cross, le cyclisme sur route et le gravel.

## Biographie
En grandissant, Alice Maria Arzuffi n'était pas initialement intéressée par le cyclisme. Elle découvre ce sport grâce à sa cousine Maria Giulia Confalonieri et parce que sa mère voulait l'empêcher de monter à cheval,. À l'âge de 17 ans, lors de la saison 2011-2012, elle participe pour la première fois aux championnats d'Europe et du monde de cyclo-cross, puis se spécialise dans cette discipline. De 2013 à 2016, elle remporte quatre fois de suite le championnat d'Italie de cyclo-cross espoirs (moins de 23 ans). Durant cette période, elle décroche trois médailles aux championnats d'Europe dans cette tranche d'âge. Elle gagne également un certain nombre de cyclo-cross en Italie, en Suisse et au Japon.
Alice Maria Arzuffi est alors considérée comme un grand talent en devenir et elle obtient ses premiers résultats chez les élites à partir de 2016. Lors de cette année, elle monte sur la troisième marche du podium lors de la Coupe du monde de Zeven, en Allemagne. Jusqu'en 2020, elle se classe régulièrement dans le top 10 des manches de Coupe du monde. Elle déménage en Belgique en 2017 et participe à des compétitions de cyclo-cross pour l'équipe Steylaerts-777. Lors des saisons 2018-2019 et 2019-2020, elle gagne des manches de Superprestige à Boom et Gavere. Aux championnats du monde 2019, elle obtient son meilleur classement en terminant douzième.
Lors des années suivantes, elle ne confirme pas ses résultats, ce qu'elle attribue, entre autres, à une infection au covid-19 et à une longue saison sur route. En janvier 2021, elle parvient à mettre un terme au règne d'Eva Lechner, qui avait été championne d'Italie de cyclo-cross neuf fois de suite de 2012 à 2020. En août 2021, elle quitte son équipe et met fin à sa carrière en cyclo-cross après la saison 2022-2023. 
Elle décide de se concentrer sur le cyclisme sur route, qu'elle a toujours pratiqué l'été tout au long de sa carrière, changeant souvent d'équipe et n'obtenant aucun résultat significatif. Elle participe presque chaque année au Tour d'Italie à partir de 2014 et au Tour de France Femmes à partir de 2022. Pour 2023, elle rejoint l'équipe Ceratizit-WNT, qui court avec une licence World Tour à partir de 2024. En 2024, elle élargit son répertoire pour inclure les courses de gravel. Elle remporte une manche des UCI Gravel World Series et décroche la médaille de bronze aux championnats d'Europe de gravel.

## Palmarès en cyclo-cross
- 2012-2013
  -  Championne d'Italie de cyclo-cross espoirs
- 2013-2014
  -  Championne d'Italie de cyclo-cross espoirs
  - EKZ Tour #3, Hittnau
  -  Médaillée de bronze du championnat d'Europe de cyclo-cross espoirs
- 2014-2015
  -  Championne d'Italie de cyclo-cross espoirs
  - Giro d'Italia Ciclocross #1, Fiuggi
  - Kansai Cyclocross, Takashima
  - Shinshu Cyclocross, Nobeyama 1
  - Shinshu Cyclocross, Nobeyama 2
  - Gran Premio Mamma E Papa Guerciotti AM, Milan
  -  Médaillée de bronze du championnat d'Europe de cyclo-cross espoirs
- 2015-2016
  -  Championne d'Italie de cyclo-cross espoirs
  - GP-5-Sterne-Region, Beromünster
  - Giro d'Italia Ciclocross #1, Fiuggi
  - Giro d'Italia Ciclocross #5, Rome
  - Ciclocross Città di Schio, Schio
  -  Médaillée d'argent du championnat d'Europe de cyclo-cross espoirs
- 2016-2017
  - Gran Premio Mamma E Papa Guerciotti AM, Milan
  - Ciclocross del Ponte, Trévise
  - 2e du championnat d'Italie de cyclo-cross
- 2017-2018
  - Versluys Cyclocross, Bredene
  - 2e du championnat d'Italie de cyclo-cross
  -  Médaillée de bronze du championnat d'Europe de cyclo-cross
- 2018-2019
  - Superprestige #4, Gavere
  - 2e du championnat d'Italie de cyclo-cross
  - 7e du championnat d'Europe de cyclo-cross
- 2019-2020
  - Superprestige #2, Boom
  - 2e du championnat d'Italie de cyclo-cross
  - 7e du championnat d'Europe de cyclo-cross
- 2020-2021
  -  Championne d'Italie de cyclo-cross
- 2021-2022
  - 8e du championnat d'Europe de cyclo-cross

## Palmarès sur route

### Par années
- 2016
  - 4e du championnat d'Europe sur route espoirs

### Résultats sur les grands tours

#### Tour d'Italie
11 participations
- 2014 : 39e
- 2015 : 20e
- 2016 : 17e
- 2017 : 30e
- 2018 : 26e
- 2019 : 25e
- 2020 : 52e
- 2021 : 33e
- 2022 : 30e
- 2024 : 17e
- 2025 : 62e

#### Tour de France
4 participations :
- 2022 : 64e
- 2023 : 41e
- 2024 : 20e
- 2025 : 63e

### Classements mondiaux
| Année                                 | 2014 | 2015 | 2016 | 2017 | 2018 | 2019 | 2020 | 2021 | 2022 | 2023 | 2024 |
| ------------------------------------- | ---- | ---- | ---- | ---- | ---- | ---- | ---- | ---- | ---- | ---- | ---- |
| Classement UCI                        | 323e | 546e | 142e | 188e | 149e | 274e | nc   | 426e | 314e | 177e | 167e |
| UCI World Tour                        |      |      | 99e  | 165e | 114e | 146e | nc   | 114e | 120e | 139e | 151e |
|                                       |      |      |      |      |      |      |      |      |      |      |      |
| Légende : nc = non classéSource : UCI |      |      |      |      |      |      |      |      |      |      |      |

## Palmarès en gravel
- 2024
  -  Médaillée de bronze du championnat d'Europe de gravel